# Albert Hoffa
Albert Hoffa (ur. 31 marca 1859 w Richmond, zm. 31 grudnia 1907 w Kolonii) – niemiecki lekarz, chirurg i ortopeda. Opisał schorzenie znane jako choroba Hoffy, upamiętnia go także eponim złamania Hoffy. W 1901 założył Deutsche Gesellschaft für orthopädische Chirurgie. Jedno ze stowarzyszeń niemieckich ortopedów przyznaje co roku nagrodę nazwaną na jego cześć (Albert Hoffa-Preis).

## Życiorys
Urodził się w Richmond w Republice Południowoafrykańskiej (Transwalu), jako syn niemieckiego lekarza Moritza Hoffy i jego żony Mathilde z domu Lelienfeld. W miejscu swoich urodzin Hoffa do dziś uważany jest za jedną z najwybitniejszych pochodzących stamtąd osobistości (obok niego wymieniany jest jeszcze Christiaan Barnard, który miał farmę w Richmond
).
Uczęszczał do gimnazjum w Kassel, następnie studiował medycynę na Uniwersytecie w Marburgu i Uniwersytecie we Fryburgu Bryzgowijskim. Tytuł doktora medycyny otrzymał w 1883 na podstawie dysertacji Ueber Nephritis saturnina. Następnie był asystentem w szpitalach we Fryburgu i Würzburgu. W 1886 roku został Privatdozentem, w 1895 profesorem. W 1887 razem z Ernstem Bummem założył w Würzburgu prywatną klinikę ortopedii, gimnastyki leczniczej i masażu. W 1891 ukazało się pierwsze wydanie jego podręcznika ortopedii.
W 1893 ożenił się z Sophie Günther (1867–1938), z małżeństwa urodziło się pięć córek. Jedna z nich, Elisabeth Hoffa (1889–1988) również była lekarką.
Zmarł 31 grudnia 1907 w Kolonii, w drodze powrotnej z Amsterdamu do Berlina, na zawał serca.

## Prace
- Ueber Nephritis saturnina. Freiburg, 1883
- Über den sogenannten chirurgischen Scharlach. 1887. Brak numerów stron w książce
- Lehrbuch der orthopädischen Chirurgie. 1896. Brak numerów stron w książce
- Über Krüppelelend und Krüppelfürsorge. 1906. Brak numerów stron w książce
- Technik der Massage. 1893. Brak numerów stron w książce
- Gründer und Herausgeber der Zeitschrift für orthopädische Chirurgie. „Zeitschrift für orthopädische Chirurgie einschließlich der Heilgymnastik und Massage”, 1892.brak numeru strony
- Kinesiotherapie. Urban & Schwarzenberg, 1898. Brak numerów stron w książce
- Atlas und Grundriss der Verbandlehre. 1900. Brak numerów stron w książce
- Albert Hoffa, Alfred Lilienfeld: Die Prophylaxe in der Chirurgie. Seitz & Schauer, 1900. Brak numerów stron w książce
- Mitbegründer der Deutschen Gesellschaft for orthopädische Chirurgie. 1901. Brak numerów stron w książce
- Lehrbuch der Frakturen und Luxationen für Ärzte und Studierende. Enke, 1904. Brak numerów stron w książce